# Pavel Lyakhnovich
Pavel Lyakhnovich (tiếng Belarus: Павел Ляхновіч; tiếng Nga: Павел Ляхнович; sinh 7 tháng 1 năm 1997) là một cầu thủ bóng đá Belarus. Tính đến năm 2017, anh thi đấu cho Krumkachy Minsk.